# Pterandra andersonii
Pterandra andersonii är en tvåhjärtbladig växtart som beskrevs av C. Anderson. Pterandra andersonii ingår i släktet Pterandra och familjen Malpighiaceae. Inga underarter finns listade i Catalogue of Life.